# 숀 켐프
숀 트래비스 켐프(Shawn Travis Kemp, 1969년 9월 26일 ~ )는 미국의 은퇴한 농구 선수로 NBA 시애틀 슈퍼소닉스, 클리블랜드 캐벌리어스, 포틀랜드 트레일블레이저스와 올랜도 매직에서 활약했다.  "Reign Man" (경기장의 지배자)라는 별명이 붙은 그는 6회의 NBA 올스타, 3회의 NBA 세컨드 팀 멤버였다.  켐프는 사상 최고의 슬램 덩크 선수들 중의 하나로 넓게 여겨졌으며 슈퍼소닉스와 함께 1996년 NBA 파이널을 이루었다.
그는 자신이 금메달을 획득하고 올토너먼트 팀으로 임명되었던 1994년 FIBA 세계 선수권 대회에서 미국 농구 국가대표팀의 일원이었다.  그는 올스타 동료 선수 게리 페이턴과 유명한 픽 앤드 롤 듀오의 일부였으며 가끔 페이턴과 연관되어 있다.

## 초기 세월
인디애나주 엘카트에서 태어난 켐프는 콩코드 고등학교에서 수학하였다.  자신의 첫날에 권위있는 B/C 올스타 캠프에서 그는 높은 평가를 받은 예습 스타 테리 밀스를 능가하였다.  4년 대학 출발 선수인 그는 자신의 시니어 해에 국가적으로 최고 4명 혹은 5명 선수들 중의 하나로 숙고되었고 자신의 팀을 주립 선수권 결승전으로 지도하였다.  켐프는 엘카트군의 사상 지도적인 득점자로서 그리고 콩코드의 경력, 싱글 경기와 싱글 시즌의 득점 기록들의 소유자로서 자신의 고등학교 경력을 끝냈다.  자신의 업적과 찬사에 불구하고 켐프는 그해 우디 오스틴이 대신 수상하면서 인디애나 미스터 바스켓볼의 타이틀을 우회하였다 (하지만 켐프는 올해의 주립 선수로서 게이터레이드의 선택이었다).  켐프가 켄터키 대학교로 진학하겠다고 구두로 약속하고 대학 농구를 하는 데 주에 머무는 것에 흥미를 표현하지 않았기 때문에 그가 상을 의도적으로 무시했다는 몇가지 추측이 있었다 (오스틴은 퍼듀 대학교로 진학하였다).  켐프는 1988년 알론조 모닝, 빌리 오언스, 앤서니 필러와 말릭 실리 같은 두드러진 선수들과 더불어 맥도날드 고등학교 올아메리칸 팀 (사상 최고 클래스들 중의 하나로 숙고됨)으로 선발되었다.  켐프는 105 대 99의 패배에 서부를 위하여 팀 사상 18 포인트를 득점하였다.
자신의 시니어 해 동안 켐프는 켄터키 대학교에서 농구를 하는 데 국가대표 선수 계약서를 맺었다.  하지만 켐프는 학업 작성 시험 혹은 SAT에 최소 700 점을 득점하는 데 실패했고 NCAA의 제안 48 규칙 아래 자신의 신입생 해를 놓쳤다.  켐프의 고등학교 코치 짐 한은 그가 농구를 하지 않으면서 켄터키 대학교에 지내고 있는 아이디어를 좋아하지 않아 "농구 없이 숀을 대학에 가지고 있는 데 그가 사랑하는 하나는 내가 느낀 큰 실수였다.  그것은 NBA로 바로 들어가라고 조언하는 데 심지어 내 생각에도 그런 게 떠올랐으며 날 멈춘 단 하나는 그렇게 한 선수들이 너무 적었다는 사실이었다."고 말했다.  켐프는 켄터키 대학교로 입학하는 데 결정하였다.  하지만 그는 당시 켄터키 대학교의 총감독 에디 서턴의 아들이었던 자신의 동료 선수 숀 서턴으로부터 훔쳐진 것으로 보고되었던 2개의 금 체인을 팔았다는 혐의를 받은 후 1988년 11월 팀을 떠났다.  숀 서턴은 고소하지 않았으나 켐프는 텍사스주에 있는 트리니티 밸리 커뮤니티 칼리지로 옮겼다.  자신이 농구를 활약하지 않았던 거기서 한 학기 후에 19세의 켐프는 1989년 NBA 드래프트를 위하여 자신이 자격있다는 것을 발표하였다.

## 프로 경력

### 시애틀 슈퍼소닉스 (1989년-1997년)
1989년 NBA 드래프트의 첫 라운드에서 시애틀 슈퍼소닉스는 켐프를 드래프트했다.  비록 운동신경이 매우 뛰어나지만 켐프는 당시 NBA에서 최연소 선수였으며 자신의 자리를 찾는 데 애썼다.  시애틀에서 자신의 첫 시즌에 켐프는 동료 선수 세이비어 맥대니얼에 의하여 많은 지도를 받았다.  시즌이 진행되면서 자신을 스타덤으로 끌어올렸던 켐프의 실력들도 또한 진행되었다.  켐프는 슈퍼소닉스와 자신의 두번째 시즌 동안 스타 선수로서 NBA에서 자신의 자리를 찾기 시작했다.  게리 페이턴, 에디 존슨, 리키 피어스와 네이트 맥밀런과 함께 그들은 가장 성공적인 팀이 되었다.
켐프의 두번째 NBA 시즌 후, 그는 슈퍼소닉스의 어나운서 케빈 캘러브로가 이름과 함께 포스터를 보고, 자신의 라디오 방송으로 추가하는 데 적절한 것을 생각한 후에 "Reign Man" (경기장의 지배자)라는 별명을 얻었다.
1992년 골든스테이트 워리어스를 상대로 플레이오프 경기가 열린 동안 켐프는 센터 올턴 리스터에 덩크를 했다.
1994년 켐프는 해마다의 연예인 농구 경기 MTV 록 앤 족에 나왔다.
자신과 페이턴이 프랜차이즈 기록 64개의 우승과 1979년 이래 팀의 첫 NBA 파이널로 지도했을 때 켐프의 경력은 1995년-96년 시즌에 정점에 달했다.  그들은 NBA 기록 72개 우승에 오고 있었던 마이클 조던과 시카고 불스를 향했다.  슈퍼소닉스는 패하기 전에 가장 우승 후보로 보였던 불스를 6개의 경기들로 밀어넣었다.  결승전에서 켐프는 필드로부터 55 퍼센트 슈팅에 23.3 포인트의 한 경기 평균, 10.0 리바운드와 2개의 블록을 게시하였다.  켐프는 결승전 MVP 투표에서 가까운 2위를 하여 패배한 팀으로부터 온 것에 불구하고 수상하는 데 두번째 선수가 될 뻔했다.
시애틀에서 자신의 시간 동안 켐프는 오프 시즌 동안에 도시의 벨타운 구역에 있는 야외 뜰에서 경우적으로 농구를 했다.
1994년 켐프는 슈퍼소닉스와 연장 계약을 맺었다.  리그의 단체 협약은 1997년 10월까지 그 계약으로 조정이 불가능했다.  그는 상황에 의하여 속상했으나 그의 대리인 토니 더트는 협상이 허용되지 않은 것을 이해하였다.  이 시간 동안 슈퍼소닉스는 짐 맥일베인에게 7년, 3억 3천 6백만 달러의 계약을 체결하여 켐프의 샐러리를 초과하였다.  켐프는 다가오는 1996년-97년 시즌에 활약하는 것을 거부하는 데 위협하여 22일 동안 훈련 캠프에서 제외되었다.  이 결석에 불구하고 켐프는 팀이 첫 라운드에서 5개의 경기에서 피닉스 선스를 파견하면서 슈퍼소닉스를 또다른 50 플러스 우승 시즌으로 지도하여 NBA 플레이오프의 두번째 라운드에서 7개의 경기 시리즈에서 하킴 올라주원, 클라이드 드렉슬러와 찰스 바클리가 이끈 휴스턴 로키츠에게 패한 것으로 만이었다.  1996년-97년 시즌 동안 켐프는 자신을 클리블랜드 캐벌리어스로, 밀워키 벅스의 포워드 빈 베이커를 슈퍼소닉스로, 그리고 테럴 브랜던과 타이론 힐을 캐벌리어스에서 벅스로 보내는 이적의 일부였다.

### 클리블랜드 캐벌리어스 (1997년-2000년)
켐프는 자신이 1997년-98년 시즌에서 한 경기에 포인트들을 위하여 경력 사상 기록을 제시했던 캐벌리어스와 함께 3개의 시즌을 활약하였고, 레지 밀러가 이끈 인디애나 페이서스를 향한 NBA 파이널로 캐벌리어스를 지도하였다.  시리즈에서 켐프가 한 경기에 13개의 리바운드와 함께 26 포인트를 평균했음에 불구하고 캐벌리어스는 페이서스에게 4개의 경기를 패하였다.
파업 단축 1998년-99년 NBA 시즌 동안 캐벌리어스의 총지배인 웨인 엠브리가 그가 사실 315 파운드였다는 것을 드러냈어도 켐프는 보고적으로 280 파운드의 몸무게로 훈련 캠프에 나타났다.

### 포틀랜드 트레일블레이저스 (2000년-2002년)
그러고나서 켐프는 마이애미 히트를 연루한 3개 팀의 이적에서 1999년-2000년 시즌 후에 포틀랜드 트레일블레이저스로 이적되었고, 히트가 브라이언 그랜트를 캐벌리어스는 클래런스 웨더스푼, 크리스 게이틀링, 게리 그랜트와 초안 고려 사항을 받았다. 이적은 원래 시애틀로 켐프를 데려왔던 밥 휘트싯과 함께 켐프를 재결합시켰다.  하지만 켐프의 활약은 상당히 쇠퇴하기 시작하였다.  트레일블레이저스와 2개의 시즌 후에 켐프는 2002년-03년 시즌에 대비하여 면제되었다.

### 올랜도 매직 (2002년-2003년)
켐프는 올랜도 매직에 의하여 자유 계약 선수로서 계약이 맺어졌고 출발 스몰 포워드 그랜트 힐을 잃은 것에 불구하고 매직을 플레이오프에 도달하는 도움을 주었다.  올랜도에서 자신의 한 시즌 동안 켐프는 그의 1000번째 NBA 경기에서 활약하였다.  그들의 첫 라운드 시리즈에서 매직은 7개의 경기에서 디트로이트 피스턴스에게 패하기 전에 초반 3경기에서 1승 1패를 기록하였다.  2002년-03년 시즌에 이어 켐프는 자유 계약 선수 포워드 주완 하워드에 의하여 대체되었다.  

### 복귀 시도들과 은퇴
2005년-06년 시즌의 4월에 켐프의 NBA 복귀 기회들은 유망해 보였다.  결국적인 서부 컨퍼런스 챔피언 댈러스 매버릭스는 NBA 플레오프를 위한 시간에 그들의 로스터로 켐프를 추가하는 숙고를 했다.  매버릭스의 코치이자 전 슈퍼소닉스 동료 선수 애버리 존슨은 켐프가 몇달간 훈련을 받은 휴스턴에서 열리는 데 개인 운동을 예약했다.  켐프는 공개되지 않은 이유들 때문에 나오는 데 실패하였다.  두 당사자는 운동 일정을 재조정하려고 시도했으나 NBA는 댈러스에게 부상 예외를 허용하는 데 거부하였다.  켐프는 그 시즌에 매버릭스에 입단하는 데 두번째 기회를 얻지 않았다.
2006년 6월 마약 체포가 있던 3개월 후에 〈덴버 포스트〉는 켐프가 그의 올스타 세월의 플레이 체중까지 감량하여 NBA 팀, 아마 덴버 너기츠에 가입하여 그의 경력을 "똑바른 방향"으로 끝내는 데 결심되었다는 것을 보고하였다.  너기츠는 최후적으로 켐프로부터 주의를 돌려 파워 포워드 레지 에번스를 계약하였다.  켐프는 2006년 9월 시카고 불스로부터 약간의 관심을 끌었으나 자신의 운동 일정을 놓쳤다.
2006년 11월 5일 슈퍼소닉스의 경기의 절반 시간 동난 켐프는 슈퍼소닉스의 40 주년 팀의 16명의 일원들 중의 하나로 발표되었다.  전체 선수들의 가장 긴 기립 박수를 받은 후, 켐프는 축하식 후에 자신이 로마에서 팀과 함께 활약할 것을 말했고 NBA로 복귀를 아직도 숙고하고 있었다.  하지만 켐프는 2006년-07년 시즌 동안 NBA 로스터에 자리를 확보하지 못했다.
2008년 8월 18일 켐프는 이탈리아 리그의 프레미아타 몬테그라나로와 함께 1년 계약을 맺었다.  거의 39세의 나이에 불구하고 그는 재정 상태가 좋았다고 말해졌다.  프레미아타 거래는 켐프와 새로운 팀의 디렉터 로베르토 카르메나티 사이의 좋은 관계 때문에 성사되었다.  켐프는 팀에게 보고하였고, 3개의 프리시즌 경기들에서 활약하고 그러고나서 허리케인 아이크로부터 자신의 저택이 손상되었는지 평가하는 데 휴스턴으로 돌아갔다.
자신의 활동적 경력 후에 그는 시애틀로 농구 팀을 도로 데려오려고 했다.  켐프는 자신이 NBA로부터 은퇴했던 2003년 2천 4백만 달러에 시애틀에서 자신의 맨션을 매입하였다.  2008년 그는 부동산을 370만 달러에 매물로 내놓았다.  

## 국가 대표팀 경력
켐프는 자신이 금메달을 획득하고 동료 선수들 샤킬 오닐과 레지 밀러와 더불어 올토너먼트 팀으로 임명되었던 1994년 토론토에서 열린 FIBA 세계 선수권 대회에서 미국 농구 국가대표팀을 위하여 활약하였다.  토너먼트를 위하여 그는 러시아를 상대로 선수권 결승 경기에서 14 포인트와 9개의 리바운드를 포함하여 6.8 리바운드와 더불어 68.9 퍼센트의 슈팅에 9.4 포인트를 평균하였다.

## 개인 생활
켐프는 6명의 다른 여성들로부터 적어도 7명의 자녀를 낳았다.  그의 맏아들 숀 켐프 주니어는 워싱턴 대학교, 또다른 아들 제이먼은 사우스이스턴 루이지애나 대학교를 위하여 농구를 활약하였다.
켐프는 〈프로스 대 조스〉의 2009년 시즌 방영에 나왔다.  하킴 올라주원에 켐프가 덩크하는 사진이 NBA 잼 익스트림 게임의 표지에 나온다.
켐프는 오스카스 키친으로 불린 시애틀의 로어 퀸 앤에서 스포츠 바의 소유자였다.  설립은 2015년에 문을 닫았다.  이제 켐프는 시애틀의 몇몇의 장소에 대한 지배적 지분은 물론 도시에서 1번가에 앰버스 키친을 소유한다.
2020년 10월 켐프는 숀 켐프 캐너비스로 알려진 시애틀에서 대마초 약국을 개업한 그룹의 일부였다.  그는 쿠키스 제품 대마초 균주가 상점에서 파는 전 동료 선수 게리 페이턴에 의하여 그랜드 오프닝에 합류하였다.

### 법적 문제
2005년 4월 4일 켐프는 마약 소지 조사로 쇼라인에서 구속되었다.  켐프와 다른 남성은 킹군의 보안관 사무실에 의하면 코카인의 작은 양, 대마초의 대략 60 그램과 반자동 권총과 함께 찾아졌다.  4월 29일 켐프는 형식적으로 마약 소지와 기소되어 유죄 판결을 받았다.  이듬해 7월 21일 휴스턴에서 대마초 소지 경범죄로 다시 구속되었다.
2023년 3월 8일 켐프는 드라이브 바이 촬영 혐의와 연결에 터코마에서 구속되었다.  원래 혐의 없이 석방된 켐프는 이어진 달에 1급 폭행과 함께 기소되었다.  켐프는 워싱턴주에 있는 피어스군 대법원에서 5월 4일 기소 인부 절차가 있던 동안 1급 폭행에 무죄가 주장되었다.  절차에 이어 그는 보석금 없이 석방되었다.  이후에 켐프는 1년간의 공동 보호 관찰을 받으며 징역 3개월과 9개월 사이에 기준 선고를 수행하는 2급 폭행에 유죄 판결을 받았다.